# Антична культура

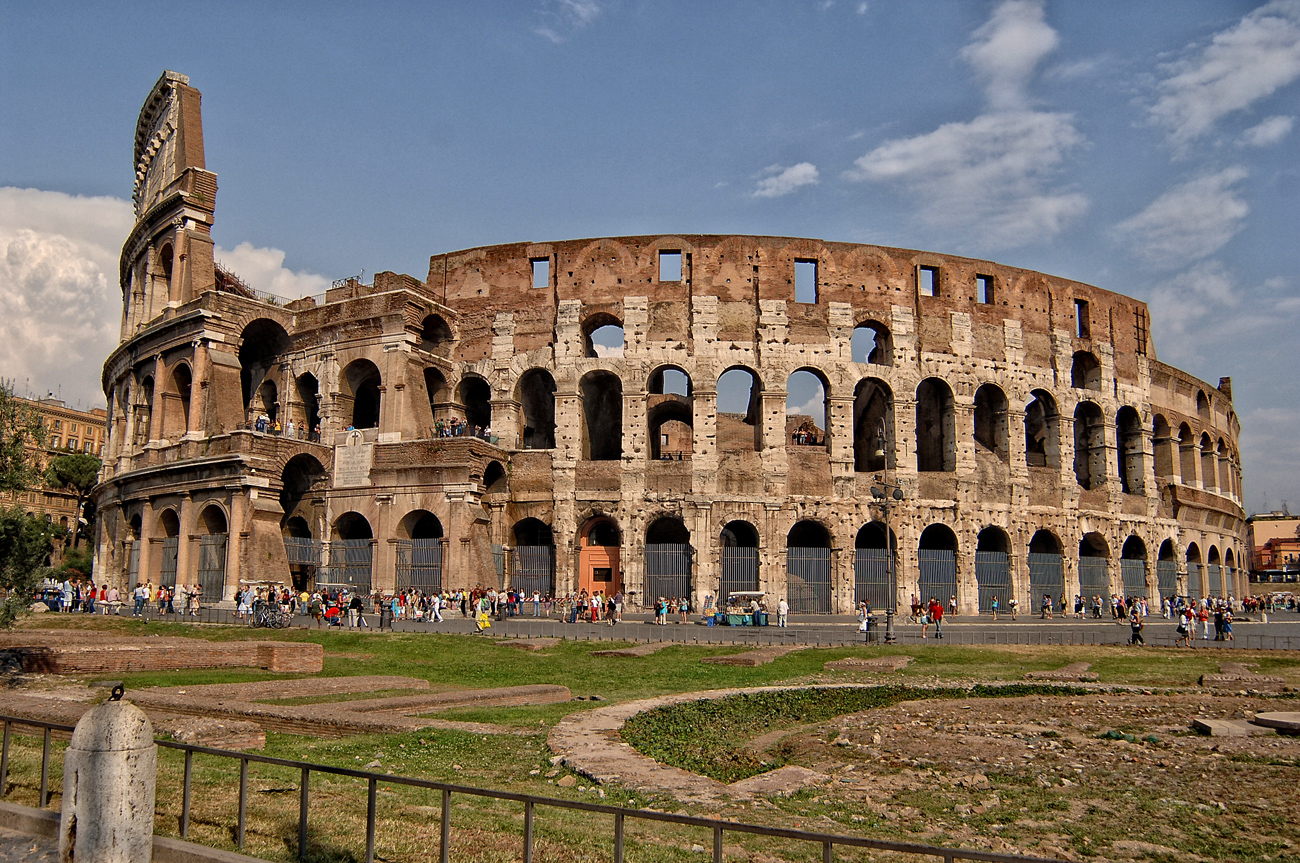
Колізе́й — найбільший амфітеатр Стародавнього Риму, символіка імператорської могутності.
Розташований у Римі. Вміщав близько 50000 глядачів.

Антична культура — це культура держав, що сформувалися з 2 тисячоліття до н. е. по V століття на теренах Середземноморського регіону періоду архаїчної Греції, доби еллінізму та доби Римської республіки.

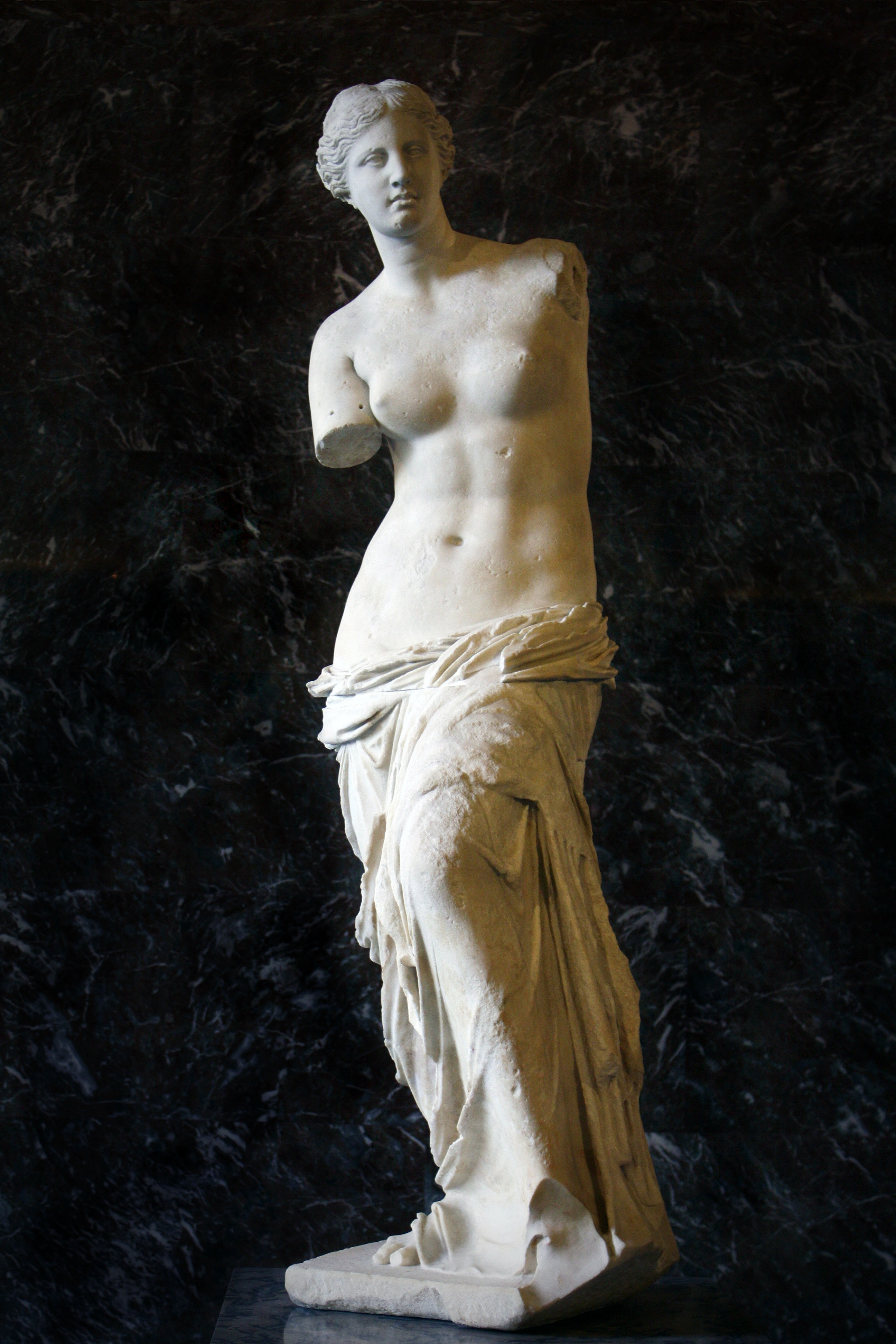
Венера Мілоська — мармурова статуя богині Афродіти, датована приблизно 150 р. до н. е. Нині експонується в Луврі, Париж. Автор Венери Мілоської невідомий.
Статуї Венери Мілоської вважається ідеалом краси жіночого тіла.

Умовно античну культуру можна поділити на два етапи:
- Культура Стародавньої Греції
- Культура Стародавнього Риму

В античності, порівняно з давньосхідними цивілізаціями, було зроблено принциповий крок уперед щодо становища людини в суспільстві, осмислення художньої творчості — складається гуманістична традиція. Відмінність полягає і в ступені впливу на інші народи старовини, і в тому, що культура Греції і Риму ніколи не забувалася і безпосередньо вплинула на подальший розвиток культури.
При всій єдності античної культури, її грецький і римський етапи мають свої особливості. На політичне й релігійне мислення, філософські та юридичні погляди, літературу і мистецтво Західної Європи сильніше вплинув Рим. У культурній традиції Східної Європи, в тому числі України, провідним через посередництво Візантії був грецький вплив. За античності зароджуються явища, які на подальших етапах стануть визначальними в культурі, особливо — християнська релігія.

## Значення античної культури для світової цивілізації
У розумінні сучасної науки термін «античність» — це історія і культура Стародавньої Греції і Стародавнього Риму від виникнення перших давньогрецьких держав (кінець 3–2 тисячоліття до н. е.) і до падіння Римської імперії та завоювання Риму варварськими племенами (V століття н. е.). Відповідно існують поняття античної філософії, античного мистецтва, античної літератури тощо. Буквальний переклад слова «античний» з латинської — «стародавній». В Європі в епоху Відродження увійшло в моду колекціонування предметів старовини, їх стали називати «антиками». Пізніше у Франції виникло вже власне поняття «античність» — для позначення всіх ранніх форм мистецтва. В міру поглиблення досліджень зміст терміна звузився.
Рівень розвитку і ступінь впливу на подальшу історію надають культурі Стародавньої Греції і Стародавнього Риму виключного характеру. В античному світі досягли розквіту всі, без винятку, сфери культури — освіта, наука, література, мистецтво. Творчість античних авторів і в науці, і в мистецтві мала гуманістичний характер, в її центрі була людина, її фізичне й духовне життя. Шедеври, створені античними письменниками, скульпторами і драматургами, стали в подальшому сприйматися як класичні, як неперевершені і гідні наслідування зразки. Давньогрецька і латинська мови є базою сучасної наукової термінології.
Становище вільних людей в античних державах принципово відрізнялося від інших давніх суспільств. Виникає демократія, громадяни користуються політичними правами, беруть участь в управлінні державою. Хоч не можна забувати і про те, що античне суспільство було рабовласницьким. Раби відігравали істотну роль в економіці давньогрецьких держав, робили свій внесок в їх розквіт, на певному етапі римської історії навіть стали основною продуктивною силою.

### Українською мовою
- Т. Метельова. Культура античності // Філософський енциклопедичний словник / В. І. Шинкарук (гол. редкол.) та ін ; Інститут філософії імені Григорія Сковороди НАН України. — Київ : Абрис, 2002. — 742 с. — 1000 екз. — ББК 87я2. — ISBN 966-531-128-X.
- Полікарпов В. С. Лекції з історії світової культури. К.: Знання, 2000. — 359 с.
- Українська і зарубіжна культура. Навчальний посібник /Під заг. ред. Заболоцької К. В. — Донецьк: «Східний видавничий дім», 2001.
- Пам'ятки античної культури у фондах ХДНБ імені В. Г. Короленка. Давньогрецькі керамічні клейма IV–ІІ ст. до н. е. : колекція О. В. Горілого: [нариси, альб.] / Харків. держ. наук. б-ка ім. В. Г. Короленка ; упоряд.: І. Я. Лосієвський, К. В. Бондар. — Харків: ІРІС, 2015. — 120 с. — ISBN 966-95223-6-8.

### Іноземними мовами
Маркарян Э. С. Очерки истории культуры. — Ереван: Изд. АрмССР, 1968.
- Энциклопедия культур Deja Vu [Архівовано 6 жовтня 2010 у Wayback Machine.]